# Olivier van Noort
Olivier van Noort (1558 - 22 février 1627) est un navigateur, flibustier et premier néerlandais à accomplir une navigation autour du monde.

## Biographie

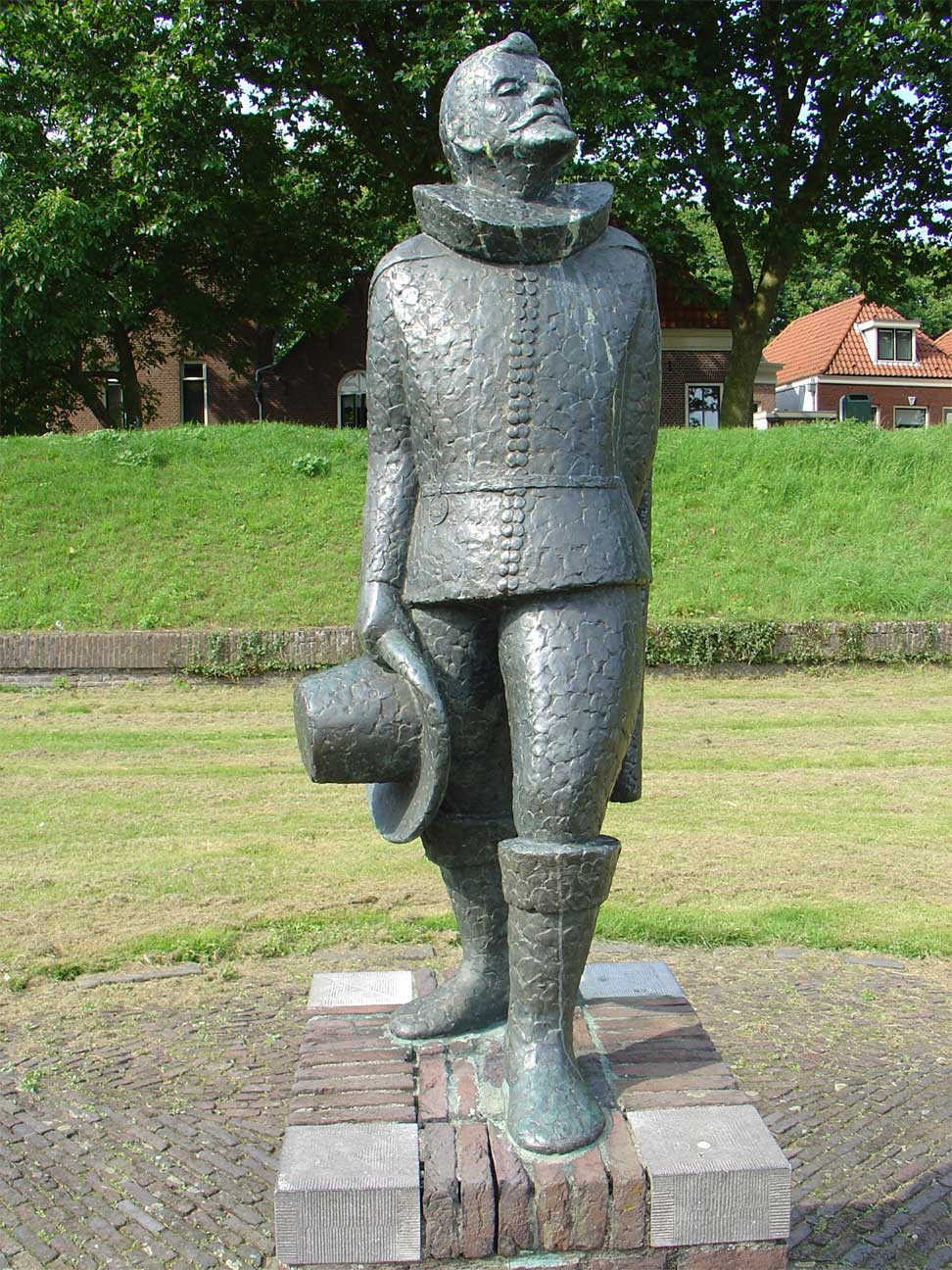
Olivier van Noort, sculpture de Jan van Ipenburg à Schoonhoven.

Olivier van Noort est né en 1558 à Utrecht. Financé par des marchands de la ville, il quitte Rotterdam le 2 juillet 1598 avec quatre navires. Il a pour plan d'attaquer des possessions espagnoles et portugaises dans le Pacifique et de commercer avec la Chine et les îles aux Épices (actuellement les Moluques). 
Ses bateaux sont pauvrement équipés surtout pour l'armement et l'équipage n'est pas expérimenté. Cependant van Noort traverse l'Atlantique, atteint Rio de Janeiro dont il se fait refouler et navigue le long des côtes brésiliennes et argentines jusqu'au détroit de Magellan, attaquant des établissements portugais et espagnols. Au cours de ses nombreuses haltes côtières, il subit aussi des pertes dues aux attaques d'Indiens. Il franchit le détroit et remonte le long de ce que sont maintenant les côtes chilienne et péruvienne. Il capture de nombreux navires espagnols et s'adonne au pillage côtier. 
Le vice-roi de la Nouvelle-Espagne, Don Luis de Velasco lance alors des navires contre lui mais van Noort part alors vers les îles Ladrones puis les Philippines où il pille différents établissements. Il perd deux navires à cause d'un orage puis un autre lors d'un engagement contre les Espagnols près de la baie de Manille aux Philippines. Les Espagnols perdent leur navire amiral, le galion San Diego, dont l'épave a été retrouvée en 1995 et qui transportait un trésor fait de porcelaines et de pièces d'or.
Il visite Java et Bornéo dans les Indes néerlandaises puis rejoint le Cap et remonte vers les Pays-Bas. Il est de retour à Rotterdam le 26 août 1601 avec son dernier navire et seulement 45 des 248 marins qui l'accompagnaient à son départ. L'aventure est peu connue et assez pauvre en résultats. Mais elle inspira cependant d'autres expéditions qui plus tard menèrent à la création de la Compagnie néerlandaise des Indes orientales.
En 1602, un an après son retour, paraît à Amsterdam, un ouvrage dans lequel Olivier van Noort relate son aventure et qui est publié sous le titre Beschrijving van de moeyelyke reis rondom de werldaar de globe, door Olivier van Noort, waarin zyne vreem de lotgevallen in voorkomen. Une traduction française de l'ouvrage en est faite la même année sous le titre Description du pénible voyage fait entour de l'univers ou globe terrestre par Olivier du Noort d'Utrech, général des 4 navires, publiée chez Cornelis Claesz. Elle paraîtra simultanément en hollandais, en allemand, en français (seconde édition en 1610, par la veuve de Cornelis Claesz) et en latin.